# Numbami
Le numbami est une des langues du golfe d'Huon, parlée par 270 locuteurs dans le district de Lae, de la province Morobe, dans un village côtier. Il est également appelé siboma ou sipoma. Depuis l'analyse de 2008, il se peut qu'il doive être désormais rattaché aux langues Ngero-Vitiaz.